# Сборная Китая по хоккею с шайбой
Сборная Китая по хоккею с шайбой (кит. трад. 中国国家冰球队, упр. 中國國家冰球隊, пиньинь Zhōngguó Guójiā Bīngqiú Duì) представляет Китай на международных турнирах по хоккею с шайбой. Управляется Федерацией хоккея Китая, являющейся членом IIHF с 1963 года.

## История
Китайская сборная является одним из лидеров хоккея в Азии. Начиная с 1986 года китайская команда участвует в Азиатских играх. На Азиатских играх 1986 года китайцы победили в хоккейном турнире. Через четыре года на Азиатских играх 1990 года китайцы повторили свой успех. На Азиатских играх 1996 года китайцы стали лишь третьими. Также третий результат показала сборная Китая на Азиатских играх 1999 года. На Азиатских играх 2003 года драконы снова оказались на третьей позиции. На Азиатских играх 2007 года китайская сборная оказалась за чертой призёров, окончив турнир на 4-м месте. Также четвёртыми китайцы стали через 4 года на Азиатских играх 2011 года.
Выступления на чемпионатах мира для китайцев не столь успешны: в высшем дивизионе чемпионата мира сборная Китая не выступала ни разу.

## Результаты выступлений
- 1972 – 18-е место (5-е место в дивизионе C)
- 1973 – 19-е место (5-е место в дивизионе C)
- 1974 – 20-е место (6-е место в дивизионе C)
- 1978 – 20-е место (4-е место в дивизионе C)
- 1979 – 18-е место (Дивизион B)
- 1981 – 18-е место (2-е место в дивизионе C). Перешли в дивизион B
- 1982 – 15-е место (6-е место в дивизионе B). Выбыли в дивизион C
- 1983 – 19-е место (3-е место в дивизионе C)
- 1985 – 19-е место (3-е место в дивизионе C)
- 1986 – 18-е место (2-е место в дивизионе C). Перешли в дивизион B
- 1987 – 16-е место (8-е место в дивизионе B). Выбыли в дивизион C
- 1989 – 19-е место (3-е место в дивизионе C)
- 1990 – 19-е место (3-е место в дивизионе C)
- 1991 – 18-е место (2-е место в дивизионе C). Перешли в дивизион B
- 1992 – 19-е место (7-е место в дивизионе B)
- 1993 – 19-е место (7-е место в дивизионе B)
- 1994 – 20-е место (8-е место в дивизионе B). Выбыли в дивизион C
- 1995 – 25-е место (Дивизион C)
- 1996 – 27-е место (Дивизион C)
- 1997 – 27-е место (7-е место в дивизионе C)
- 1998 – 28-е место (4-е место в дивизионе C)
- 1999 – 28-е место (4-е место в дивизионе C)
- 2000 – 26-е место (2-е место в дивизионе C). Перешли в дивизион  I
- 2001 – 27-е место (5-е место в дивизионе  I, Группа B)
- 2002 – 28-е место (6-е место в дивизионе  I, Группа B). Выбыли в дивизион II
- 2003 – 32-е место (2-е место в дивизионе  II, Группа B)
- 2004 – 30-е место (1-е место в дивизионе  II, Группа A). Перешли в дивизион  I
- 2005 – 28-е место (6-е место в дивизионе  I, Группа A). Выбыли в дивизион II
- 2006 – 30-е место (1-е место в дивизионе  II, Группа B). Перешли в дивизион  I
- 2007 – 28-е место (6-е место в дивизионе  I, Группа A). Выбыли в дивизион II
- 2008 – 32-е место (2-е место в дивизионе  II, Группа B)
- 2009 – 34-е место (3-е место в дивизионе  II, Группа A)
- 2010 – 38-е место (5-е место в дивизионе  II, Группа B)
- 2012 – 36-е место (2-е место в дивизионе  II, Группа B)
- 2013 – 38-е место (4-е место в дивизионе  II, Группа B)
- 2014 – 38-е место (4-е место в дивизионе  II, Группа B)
- 2015 – 35-е место (1-е место в дивизионе  II, Группа B) Перешли в дивизион  II, Группа A
- 2016 – 34-е место (6-е место в дивизионе  II, Группа A) Выбыли в дивизион II, Группа B

## Состав
| Вратари    | Вратари     | Вратари | Вратари | Вратари | Вратари                   | Вратари                      |
| #          | Игрок       | Хват    | Рост    | Вес     | Дата рождения             | Клуб                         |
| ---------- | ----------- | ------- | ------- | ------- | ------------------------- | ---------------------------- |
| 25         | Сунь Цзэхао | L       | 180 см  | 60 кг   | 13 декабря 1995 (29 лет)  | Куньлунь Ред Стар Хэйлунцзян |
| 1          | Ся Шэнжун   | R       | 187 см  | 100 кг  | 24 ноября 1994 (30 лет)   | Куньлунь Ред Стар            |
| Защитники  |             |         |         |         |                           |                              |
| #          | Игрок       | Хват    | Рост    | Вес     | Дата рождения             | Клуб                         |
| 19         | Гуань Тяньи | L       | 182 см  | 75 кг   | 15 февраля 1991 (34 года) | Куньлунь Ред Стар            |
| 7          | Ху Тяньюй   | R       | 172 см  | 73 кг   | 19 февраля 1991 (34 года) | Куньлунь Ред Стар Хэйлунцзян |
| 15         | Лю Цин      | R       | 172 см  | 74 кг   | 25 февраля 1996 (29 лет)  | Чайна Дрэгон                 |
| 22         | У Цзяситэн  | R       | 180 см  | 71 кг   | 9 мая 1995 (29 лет)       | Чэндэ                        |
| 23         | Ян Минси    | L       | 175 см  | 77 кг   | 4 января 1991 (34 года)   | Куньлунь Ред Стар Хэйлунцзян |
| 14         | Чжан Цзяци  | R       | 175 см  | 65 кг   | 31 августа 1997 (27 лет)  | Чэндэ                        |
| Нападающие |             |         |         |         |                           |                              |
| #          | Игрок       | Хват    | Рост    | Вес     | Дата рождения             | Клуб                         |
| 2          | Бао Цзячан  | R       | 193 см  | 93 кг   | 5 января 1993 (32 года)   | Куньлунь Ред Стар            |
| 6          | Чэнь Лин    | L       | 170 см  | 81 кг   | 17 июня 1989 (35 лет)     | Куньлунь Ред Стар Хэйлунцзян |
| 4          | Цуй Сицзюнь | L       | 183 см  | 86 кг   | 24 января 1984 (41 год)   | Цицикар                      |
| 17         | Цзи Пэн     | R       | 186 см  | 80 кг   | 1 января 1996 (29 лет)    | Куньлунь Ред Стар            |
| 11         | Ли Хан      | L       | 175 см  | 65 кг   | 2 апреля 1995 (30 лет)    | Куньлунь Ред Стар Хэйлунцзян |
| 16         | Ли Чжэъюй   | R       | 178 см  | 77 кг   | 26 августа 1989 (35 лет)  | Цицикар                      |
| 3          | Лу Хэннань  | R       | 178 см  | 63 кг   | 9 января 1996 (29 лет)    | Чэндэ                        |
| 12         | Ван Чунвэй  | R       | 175 см  | 75 кг   | 10 декабря 1988 (36 лет)  | Цицикар                      |
| 5          | Ся Тяньсян  | L       | 178 см  | 75 кг   | 11 сентября 1993 (31 год) | Куньлунь Ред Стар Хэйлунцзян |
| 21         | Чжан Чэн    | R       | 172 см  | 77 кг   | 29 декабря 1994 (30 лет)  | Цицикар                      |
| 13         | Чжан Хао    | L       | 184 см  | 80 кг   | 20 июля 1989 (35 лет)     | Куньлунь Ред Стар            |
| 8          | Чжан Цзэсэн | L       | 175 см  | 57 кг   | 19 декабря 1996 (28 лет)  | Куньлунь Ред Стар Хэйлунцзян |
| 24         | Чжу Цзыян   | L       | 182 см  | 70 кг   | 7 февраля 1996 (29 лет)   | Куньлунь Ред Стар            |